# Six filles cherchent un mari
Pour les articles homonymes, voir Belles on Their Toes.
Série Treize à la douzaine
Treize à la douzaine
(1950)
Pour plus de détails, voir Fiche technique et Distribution.
Six filles cherchent un mari (Belles on their Toes) est un film américain Technicolor de Henry Levin, sorti en 1952.
Il s’inspire du roman Six Filles à marier (en) (1950) de Frank Bunker Gilbreth Jr et Ernestine Gilbreth Carey, suite de leur premier roman Treize à la douzaine (1948).

## Synopsis
Le film relate l'histoire de la famille Gilbreth après la mort du conseiller en efficacité Frank Gilbreth, époux du Dr. Lillian Gilbreth et père de douze enfants. Le film est conçu comme un flash-back. Lillian Gilbreth essaie de joindre les deux bouts sans le salaire de son défunt mari. Après des tentatives infructueuses pour trouver un emploi d'ingénieur, elle est finalement embauchée comme enseignante dans une université...

## Fiche technique
Sauf indication contraire, les informations mentionnées dans cette section peuvent être confirmées par les bases de données cinématographiques IMDb et Allociné,  présentes dans la section « Liens externes ».
- Titre original : Belles on their Toes
- Titre français : Six filles cherchent un mari
- Titre belge : Six filles à marier
- Réalisation : Henry Levin
- Scénario : Henry Ephron et Phoebe Ephron, d'après le roman Belles on Their Toes de Frank Bunker Gilbreth Jr et Ernestine Gilbreth Careyd (traduit en français sous le titre Six Filles à marier)
- Musique : Cyril J. Mockridge
  - Orchestration : Bernard Mayers
  - Directeur musical : Lionel Newman
- Direction artistique : Leland Fuller et Lyle R. Wheeler
- Décors : Thomas Little et Stuart A. Reiss
- Costumes : Dorothy Jeakins
- Maquillage : Ben Nye
- Photographie : Arthur E. Arling
- Son : Roger Heman Sr. et Arthur von Kirbach
- Montage : Robert Fritch
- Production : Samuel G. Engel
- Société de production : Twentieth Century Fox
- Société de distribution : Twentieth Century Fox
- Budget : n/a
- Pays de production :  États-Unis
- Langue originale : anglais
- Format : couleur (Technicolor) - 35 mm - 1,37:1 (Format académique) - son Mono (Western Electric Recording)
- Genre : comédie
- Durée : 89 minutes
- Dates de sortie[2] :
  - États-Unis : 16 mai 1952
  - France : 14 novembre 1952
  - Belgique : 30 janvier 1953
- Classification :
  - États-Unis : approuvé (Approved)
  - France : tous publics[3]

## Distribution
- Jeanne Crain : Anne Gilbreth, la fille aînée
- Myrna Loy : Le docteur Lillian Gilbreth, la mère des douze enfants
- Debra Paget : Martha Gilbreth
- Jeffrey Hunter : Le docteur Bob Grayson, un jeune médecin qui fait la cour à Anne
- Edward Arnold : Sam Harper, un magnat de l'électricité
- Hoagy Carmichael : Thomas George Bracken
- Barbara Bates : Ernestine Gilbreth
- Robert Arthur : Frank Gilbreth Jr.
- Verna Felton : Leora, la cousine autoritaire d'Anne
- Carol Nugent : Lily Gilbreth
- Tina Thompson : Jane Gilbreth (enfant)
- Teddy Driver : Jack Gilbreth
- Tommy Ivo : William Gilbreth
- Jimmy Hunt : Fred Gilbreth
- Anthony Sydes : Dan Gilbreth
- Roddy McCaskill : Bob Gilbreth
- Martin Milner : Al Lynch, un étudiant balourd qui s'entiche d'Ernestine
- Clay Randolph : Morton Dykes
- June Hedin : Jane Gilbreth à 22 ans
- Robert Easton : Franklyn Dykes
- Benny Bartlett : Bubber Beasley

Acteurs non crédités :
- Willis Bouchey : Kendall Williams
- Mario Siletti : Albert, le barbier

## Éditions en vidéo
En France, le film Six filles cherchent un mari est sorti en DVD le 20 septembre 2006.

## Autour du film
Six filles cherchent un mari a été tourné à Paradise Cove, 28128 Pacific Coast Highway, Malibu, en Californie (États-Unis).